# Dendryphantes spinosissimus
Dendryphantes spinosissimus är en spindelart som beskrevs av Lodovico di Caporiacco 1954. Dendryphantes spinosissimus ingår i släktet Dendryphantes och familjen hoppspindlar. Inga underarter finns listade i Catalogue of Life.